# Dädesjö
Dädesjö est un village de la municipalité suédoise de Växjö, comté de Kronoberg, dans la province méridionale du Småland.

## Géographie et démographie
Le village s'étend sur 35 hectares et se situe à environ 25 kilomètres au nord de la ville de Växjö. 
On y recensait 145 habitants en 2015.

## Patrimoine touristique
- Dädesjö Gamla kyrka, église médiévale du XIIIe siècle[1]
- Dädesjö Nya kyrka, nouvelle église datant de 1795, construite pour remplacer l'ancienne église.

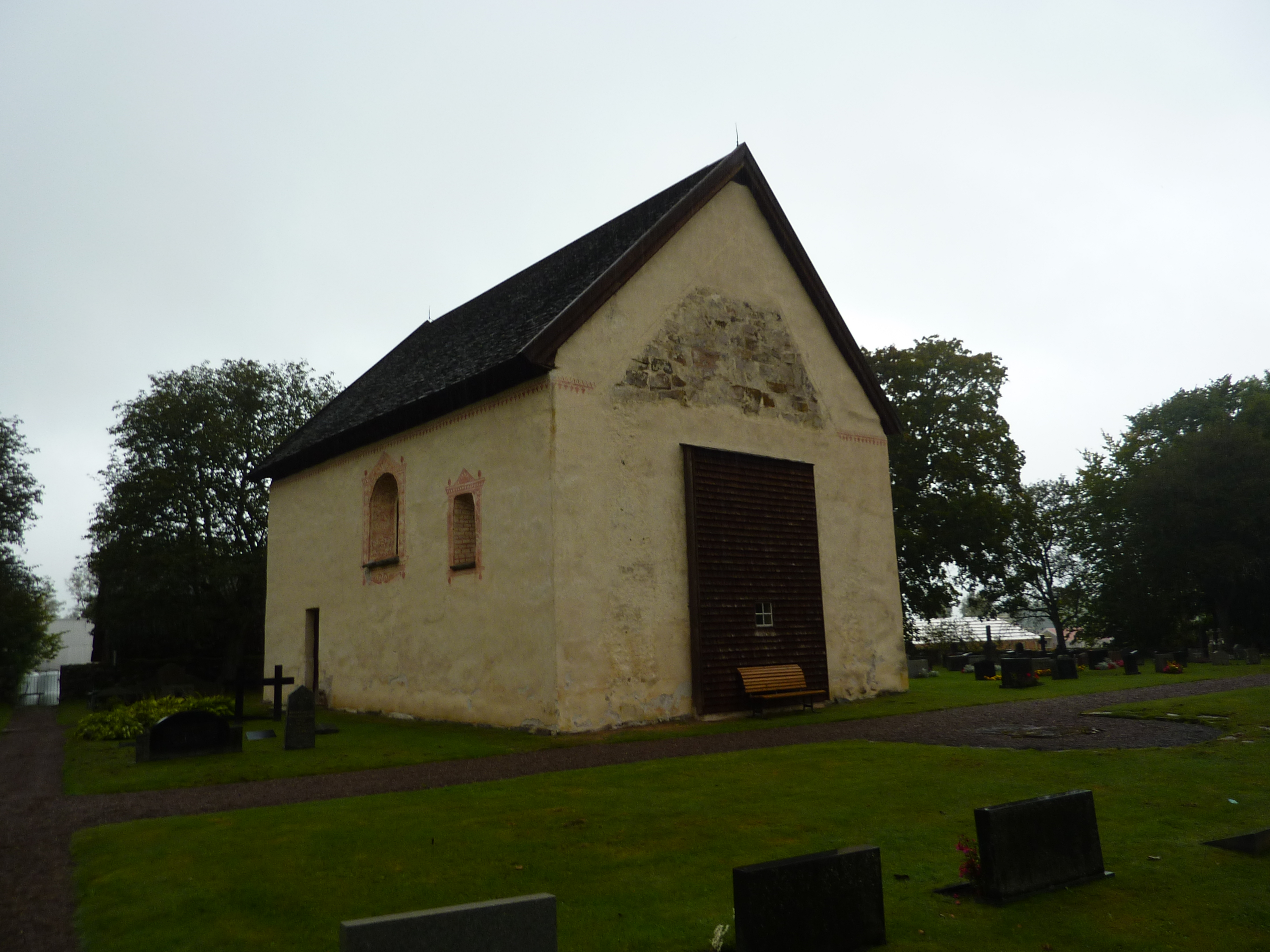
L'église médiévale
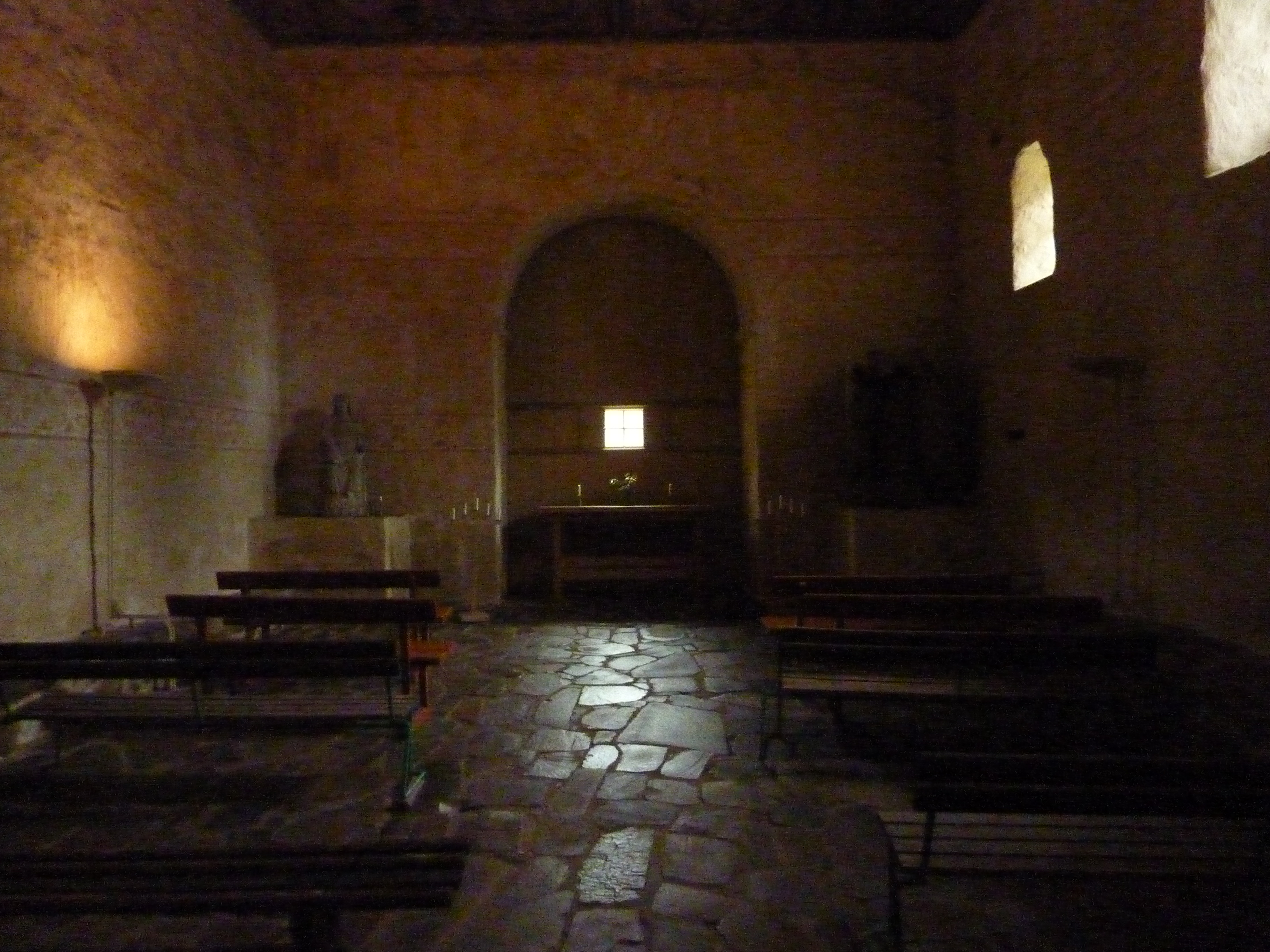
Intérieur de l'église médiévale

## Personnalités liées à la localité
Naissances
- Helmer Furuholm (sv) (1916–1997), écrivain, auteur de romans historiques ;
- Karl Aspelin (sv) (1857-1932), artiste visuel et dessinateur[2]
- Fredrik Olausson (1966- ), joueur de hockey sur glace[3]